# Покровская церковь (Невский лесопарк)
Це́рковь во и́мя Покрова́ Пресвято́й Богоро́дицы — православный храм в Невском лесопарке во Всеволожском районе Ленинградской области. Относится к благочинию Патриарших подворий Московской епархии.

## История
Храм является воссозданной копией Покровской церкви постройки 1708 года, находившейся до 1963 года в Вытегорском погосте в Анхимове. Проект восстановления был разработан Александром Ополовниковым сразу после гибели храма по обмерам, произведённым им в 1956 году. Однако на прежнем месте храм так и не был построен.
Восстановление церкви на новом месте осуществлялось по благословению патриарха Московского и всея Руси Алексия II и при поддержке президента Российской Федерации Владимира Путина.
16 ноября 2003 года на месте воссоздания храма был установлен поклонный крест. Освящение креста совершил митрополит Владимир (Котляров). 26 октября 2004 года протоиерей Геннадий Зверев отслужил молебен в честь начала строительства Покровского храма. В этот день была забита первая свая в фундамент будущего храма, а в декабре того же года началась заливка фундамента храма.
Работы по заготовке леса и вырубке основного массива стен были начаты в пригороде Петрозаводска в декабре 2004 года. Там же изготавливались купола и лемех церкви. В марте 2005 года начались работы по рубке стен колокольни. По достижении 18-го венца сруба храма в апреле 2005 года сруб был перевезён в Невский лесопарк, где были закончены работы по строительству фундамента. Венцы были доставлены на строительную площадку 8 мая 2005 года. Укладка первого венца состоялась 3 июня.
Торжественная закладка храма состоялась 4 октября 2005 года митрополитом Владимиром. В основание фундамента были заложены камни из фундамента сгоревшей Покровской церкви Вытегорского погоста. 26 января 2006 года был отслужен молебен по случаю закладки колокольни, 27 апреля была освящена укладка первого венца. 26 июля был установлен крест на главной главке. 14 октября состоялось малое освящение церкви. Возглавил его протоиерей Геннадий Зверев. Освящение храма по архиерейскому чину, которое возглавил митрополит Санкт-Петербургский и Ладожский Владимир (Котляров), состоялось 14 октября 2008 года.

## Архитектура, убранство

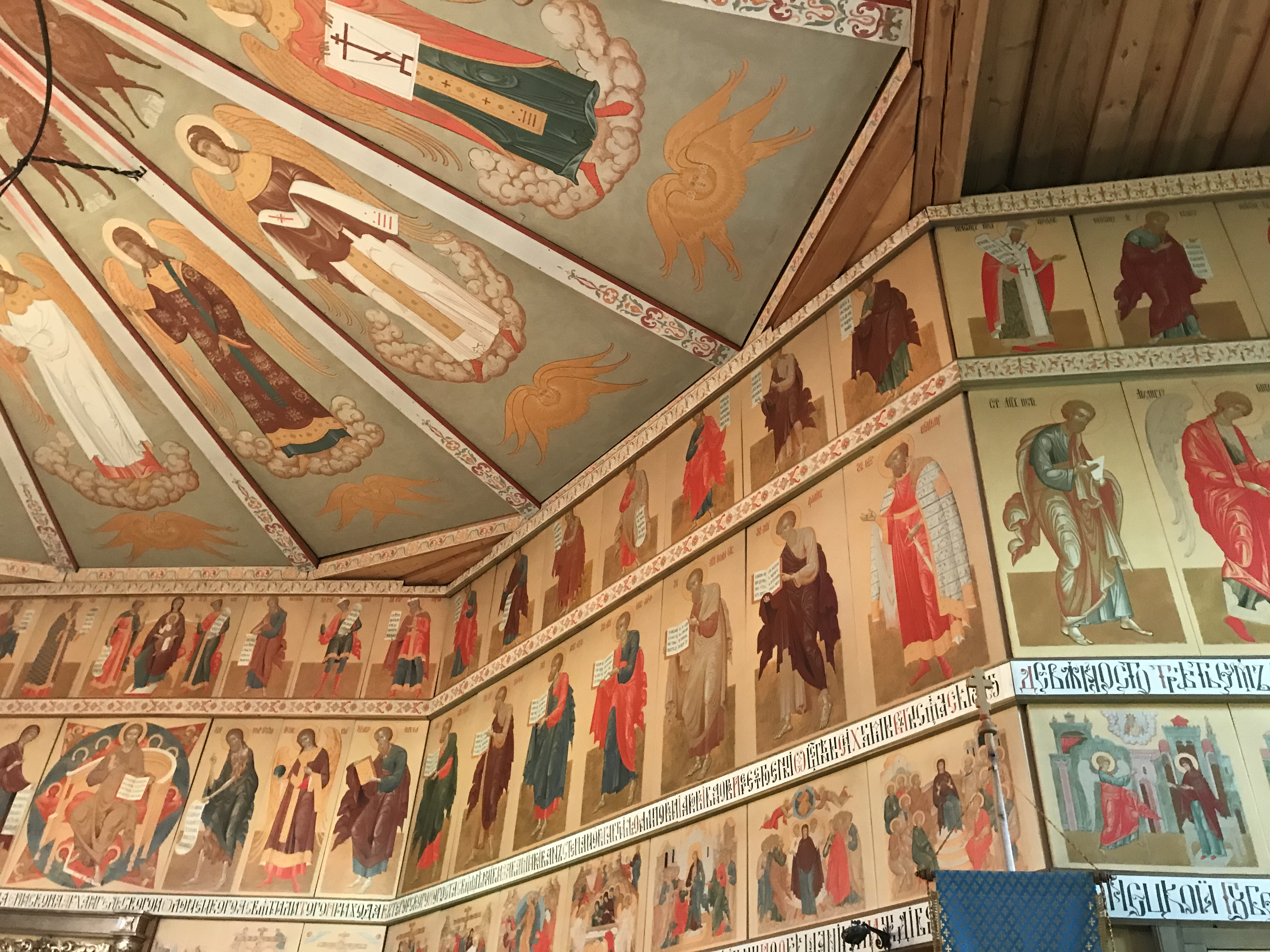
Фрагмент интерьера церкви

Церковь в основе имеет форму креста. Длина храма составляет 32 метра, ширина — 30 метров, высота — 19 метров. Церковь имеет 25 глав.
Основной объём храма — обширный восьмерик, к которому с четырёх сторон пристроены прирубы. Восточный прируб — главный алтарь — пятигранный. Придельные алтари, пристроенные с востока к северному и южному прирубам также имеют пятигранную форму. Внешние стены алтарей затёсаны, по древней традиции храмостроительства, как дань особого почитания места нахождения престола.
На каждом прирубе находится по две возвышающиеся одна над другой бочки. Основной восьмерик покрыт восемью бочками: их главы завершают собой грани восьмерика, а коньки упираются во второй, находящийся выше, меньший восьмерик.
В храме 22 окна, расположенные в два ряда. С запада к собору примыкает шатровое крыльцо, которое служит главным входом и выходом.
Главный алтарь освящен во имя Покрова Пресвятой Богородицы, а правый (южный) и левый (северный) в честь св. ап. и еванг. Иоанна Богослова и св. влмч. Георгия Победоносца (пока не освящены). Иконостас четырёхъярусный, написанный в тяблах (пока вместо написанных икон находятся эскизы). Потолок устроен «небом».
На колоколе изображены страстростерпцы Борис и Глеб.
В цокольном этаже здания находятся помещения православной воскресной школы, трапезной и др.

### Святыни
16 ноября 2003 года храму было передано напрестольное Евангелие, напечатанное в 1701 году по указу Петра I в московской типографии для Покровской церкви Вытегорского погоста; храмовая икона Покрова Пресвятой Богородицы (копия XXI в., оригинал Покровской иконы находится в запасниках Русского музея С.-Петербурга); Азовская икона Божией Матери (копия XXI в., оригинал иконы находится в Вытегорском краеведческом музее); «Спас на бересте» (часовня погоста, копия иконы «Спас из Звенигородского чина»); Соловецкий крест; чтимые иконы Успения Божией Матери и свв. страстотерпцев Бориса и Глеба.

## Комплекс «Усадьба Богословка»
В комплекс под названием «Усадьба Богословка» предполагается включить следующие здания и сооружения:
- усадебно-парковый комплекс Зиновьевых — восстановление построек находившейся здесь усадьбы Зиновьевых;
- погост церкви во имя Покрова Пресвятой Богородицы:
  - Покровская церковь;
  - колокольня — восстановленная колокольня Нижне-Уфтюгского погоста Вологодской губернии[1] (1670-е). Колокольня не сохранилась, восстановлена по обмеру Владимира Суслова, сделанному в 1884 году[2];
  - Святые врата и ограда — совмещённая реконструкция двух оград конца XVIII века: Лядинского[3] и Спасского погостов Каргопольского уезда Олонецкой губернии;
  - музей Покровской церкви — реконструкция дома Костина (1871) в деревне Верховье в Заонежье[4], по обмеру Михаил Мильчика, сделанному в 1940 году;
  - церковный (приходской) дом — копия дома Манькина (1889), находящегося в деревне Каскесручей Петрозаводского уезда Олонецкой губернии[5];
  - поклонный крест;
- паломнический центр (с трапезной и гостиницей на 60 мест);
- культурно-просветительский центр — реконструкция Каргопольской крепости (1664—1665) с восстановлением двух внутрикрепостных построек — Спасской церкви и воеводского дома;
- русский этнографический парк:
  - русское селение — будет состоять из двух частей: 1. Постройки типов крестьянских усадеб западной части области; 2. Постройки восточной части. Общее число дворов — 8-10;
  - карело-вепсское селение — постройки, отражающие типологию, характерную для Тихвинского района и Межозерья. Будет состоять из 4-5 дворов;
  - историческое селение — не менее четырёх построек XVI—XVII веков[6];
- причал для круизного флота.

## Духовенство
- Исполняющий обязанности настоятеля Патриаршего подворья — Иеромонах Даниил (Михалев)
- Иерей Никита Чупахин[7]